# アイデンティティ (秋山黄色の曲)
「アイデンティティ」は、秋山黄色の楽曲。1枚目のシングルとして2021年1月27日にエピックレコードジャパンから発売された。

## 背景とリリース
前作の配信限定シングル「夢の礫」から約1ヶ月後のリリース。
タイトル曲「アイデンティティ」は、自身初のテレビアニメタイアップ楽曲であり、フジテレビ系ノイタミナ枠アニメ『約束のネバーランド』Season 2のオープニングテーマに起用。2020年12月10日深夜に再放送された同アニメの第1期第11話内でSeason 2 オープニングテーマ解禁CMが放送され音源が初解禁された。なお、同CMは期間生産限定アニメ盤付属のDVDに収録されている。
同曲の提供に対し秋山自身は、楽曲提供以前より同アニメの原作を愛読し「この作品は色も匂いも在り方も、確かに僕自身の一部になっている気がします」とコメントしている。
2021年1月8日にYouTubeにてリリックビデオが公開された。ミュージックビデオは同年1月27日にYouTubeにてプレミア公開される予定。VFXの映像チーム「UNDEFINED」を率いるVFXアーティスト「MIZUNO CABBAGE」が監督を務めた。
カップリング曲「日々よ」は、過去にライブで披露してきた哀愁あるミドルテンポな楽曲。
CDシングルでのリリースは自身初であり、通常盤と期間生産限定アニメ盤の2形態でリリースされた。期間生産限定アニメ盤にはDVDが付属し、「『アイデンティティ』Special Movie －TVアニメ『約束のネバーランド』Season 2 Ver.－」と「TVアニメ『約束のネバーランド』Season 2 Opening Theme 解禁CM」が収録された。ジャケットはアニメーターの山本健による書き下ろしイラストで、同アニメのメインキャラクターである「エマ」と「レイ」が力強い線画で描かれた紙ジャケット仕様となっている。

## 収録内容
| 全作詞・作曲: 秋山黄色、全編曲: 秋山黄色（#1: 秋山黄色、川口圭太）。 |                      |          |            |      |
| #                                                                    | タイトル             | 作詞     | 作曲・編曲 | 時間 |
| 1.                                                                   | 「アイデンティティ」 | 秋山黄色 | 秋山黄色   | 4:29 |
| 2.                                                                   | 「日々よ」           | 秋山黄色 | 秋山黄色   | 4:54 |
| 合計時間:                                                            | 合計時間:            | 9:24     |            |      |

| #  | タイトル                                                                              | 作詞 | 作曲・編曲 |
| -- | ------------------------------------------------------------------------------------- | ---- | ---------- |
| 1. | 「「アイデンティティ」Special Movie －TVアニメ「約束のネバーランド」Season 2 Ver.－」 |      |            |
| 2. | 「TVアニメ「約束のネバーランド」Season 2 Opening Theme 解禁CM」                       |      |            |

## タイアップ
アイデンティティ
フジテレビ系ノイタミナ枠テレビアニメ『約束のネバーランド』Season 2 オープニングテーマ（2021年）